# Ультиматум (фильм, 1999)
«Ультима́тум» — российская комедия 1999 года режиссёра и сценариста Анатолия Эйрамджана.

## Сюжет
В обыкновенном кардиологическом отделении больницы лечатся пациенты с различными болезнями сердца. Кажется, интересного и смешного мало, но события, происходящие в палате тяжелобольных, развиваются таким образом, что очень напоминают нашу жизнь, в которой перемешано и смешное, и горькое, и разумное, и безрассудное. В боксе постоянно то и дело сменяются пациенты.
В окно палаты виден новый, строящийся бассейн, об окончании строительства которого спорит вся палата, более того — вся больница. Но вдруг шланг с водой, наполняющий чашу бассейна, перекрывают, и пациенты объявляют ультиматум — они не будут лечиться, пока главврач не предпримет меры. Позже к их ультиматуму подключается и медперсонал больницы, который отказывается лечить больных.

## В ролях
| Актёр                      | Роль                                                  |
| -------------------------- | ----------------------------------------------------- |
| Леонид Куравлёв            | Леонид токарь                                         |
| Александр Панкратов-Чёрный | «Паганини» предприниматель, председатель ТО «Вкусный» |
| Владимир Андреев           | «Дядя Ваня»                                           |
| Михаил Кокшенов            | Михаил шофёр                                          |
| Борис Щербаков             | Борис «художник»                                      |
| Галина Польских            | Зина медсестра-нянечка                                |
| Виктор Борцов              | отец главврача больницы                               |
| Владимир Носик             | Владимир инженер                                      |
| Ирина Дмитракова           | Нина Петровна лечащий врач                            |
| Любовь Полищук             | районный врач                                         |
| Сергей Степанченко         | начальник милиции «блатной»                           |
| Карен Аванесян             | хирург-гипнотизёр                                     |